# Dylan Mika
Dylan Gabriel Mika (Auckland, 17 de abril de 1972-20 de marzo de 2018) fue un jugador neozelandés de rugby que se desempeñó como ala.

## Biografía
Fue primo del también jugador de rugby Pat Lam. Se le diagnosticó Diabetes mellitus tipo 1 cuando era adolescente y esta enfermedad lo obligó a retirarse del rugby en 2003, con solo 31 años.
Falleció a causa de sufrir un infarto agudo de miocardio derivado de su enfermedad, tenía 45 años. Su muerte fue anunciada por la New Zealand Rugby.

## Selección nacional
Por padres samoanos, fue convocado a Manu Samoa en junio de 1994 para enfrentar a los Dragones rojos y jugó un partido más contra los Wallabies en agosto del mismo año. No marcó puntos.

### All Blacks
Cumplió su sueño de jugar con su país en junio de 1999 y enfrentó a su antigua selección, participó del mundial de Gales 1999 y allí jugó su último partido con su seleccionado; ante los Springboks por la tercera posición. En total disputó siete partidos con los All Blacks y marcó 5 puntos, productos de un try.
| Mundial                       | Sede  | Resultado     | PJ | Tries |
| ----------------------------- | ----- | ------------- | -- | ----- |
| Copa Mundial de Rugby de 1999 | Gales | Cuarto puesto | 2  | 1     |

## Palmarés
- Campeón de The Rugby Championship de 1999.
- Campeón del Super Rugby de 1996 y 1997.
- Campeón de la Mitre 10 Cup de 1993 y 1994.